# Ischnochiton smaragdinus
Ischnochiton smaragdinus är en blötdjursart som först beskrevs av George French Angas 1867.  Ischnochiton smaragdinus ingår i släktet Ischnochiton och familjen Ischnochitonidae. Inga underarter finns listade i Catalogue of Life.